# Cuadruplete primo
Un cuadruplete primo (a veces llamado cuádruple primo o también primos cuatrillizos) es un conjunto de cuatro números primos de la forma {p, p+2, p+6, p+8}. Representa la agrupación más cercana posible de cuatro números primos mayores que 3, y es la única constelación de primos de longitud 4.

## Cuadrupletes primos
Los primeros ocho cuadrupletes primos son:
{5, 7, 11, 13}, {11, 13, 17, 19}, {101, 103, 107, 109}, {191, 193, 197, 199}, {821, 823, 827, 829}, {1481, 1483, 1487, 1489}, {1871, 1873, 1877, 1879}, {2081, 2083, 2087, 2089} (sucesión A007530 en OEIS)
Todos los cuadrupletes primos excepto {5, 7, 11, 13} tienen la forma {30n + 11, 30n + 13, 30n + 17, 30n + 19} para algún número entero n. Esta estructura es necesaria para asegurar que ninguno de los cuatro números primos sea divisible por 2, 3 o por 5). Un cuadruplete primo de esta forma también se denomina década prima.
Contiene dos pares de primos gemelos o puede describirse como si tuviera dos tripletes primos superpuestos.
No se sabe si hay infinitos cuadrupletes primos. Una prueba de que hay infinitos implicaría que la conjetura de los primos gemelos es correcta, pero es consistente con el conocimiento actual de que puede haber infinitos pares de primos gemelos y solo un número finito de cuatrillizos primos. El número de cuatrillizos primos con n dígitos en base 10 para n = 2, 3, 4, ... es 1, 3, 7, 27, 128, 733, 3869, 23620, 152141, 1028789, 7188960, 51672312, 381226246, 2873279651 (sucesión A120120 en OEIS).
A febrero de 2019 el mayor cuadruplete primo conocido tiene 10132 dígitos. Comienza con p = 667674063382677 × 233608 − 1, encontrado por Peter Kaiser.
La constante que representa la suma de los recíprocos de todos los cuatrillizos primos, la constante de Brun para los cuatrillizos primos, denotada por B4, es la suma de los recíprocos de todos los cuatrillizos primos:
{\displaystyle B_{4}=\left({\frac {1}{5}}+{\frac {1}{7}}+{\frac {1}{11}}+{\frac {1}{13}}\right)+\left({\frac {1}{11}}+{\frac {1}{13}}+{\frac {1}{17}}+{\frac {1}{19}}\right)+\left({\frac {1}{101}}+{\frac {1}{103}}+{\frac {1}{107}}+{\frac {1}{109}}\right)+\cdots }
con valor:
B4 = 0,87058 83800 ± 0,00000 00005.
Esta constante no debe confundirse con la constante de Brun para los primos primos, pares de primos de la forma (p, p+4), que también se escribe como B4.
Se piensa que el primer cuadruplete {11, 13, 17, 19} aparece en el hueso de Ishango, aunque es una cuestión discutida.
Excluyendo el primer cuadruplete primo, la distancia más corta posible entre dos de ellos, con la forma {p, p+2, p+6, p+8} y {q, q+2, q+6, q+8}, es q-p = 30. Las primeras apariciones de estos casos se dan para p = 1006301, 2594951, 3919211, 9600551, 10531061,... (A059925).
El número de Skewes para cuatrillizos primos {p, p+2, p+6, p+8} es {\displaystyle 1172531} (Tóth (2019)).

## Quintupletes primos
Si {p, p+2, p+6, p+8} es un cuadruplete primo y p−4 o p+12 también es primo, entonces los cinco primos forman un quintuplete primo, la constelación admisible más cercana de cinco primos. Los primeros quintupletes primos con p+12 son:
{5, 7, 11, 13, 17}, {11, 13, 17, 19, 23}, {101, 103, 107, 109, 113}, {1481, 1483, 1487, 1489, 1493}, {16061, 16063, 16067, 16069, 16073}, {19421, 19423, 19427, 19429, 19433}, {21011, 21013, 21017, 21019, 21023}, {22271, 22273, 22277, 22279, 22283}, {43781, 43783, 43787, 43789, 43793}, {55331, 55333, 55337, 55339, 55343}... (A022006).
Los primeros quintupletes primos con p−4 son:
{7, 11, 13, 17, 19}, {97, 101, 103, 107, 109}, {1867, 1871, 1873, 1877, 1879}, {3457, 3461, 3463, 3467, 3469}, {5647, 5651, 5653, 5657, 5659}, {15727, 15731, 15733, 15737, 15739}, {16057, 16061, 16063, 16067, 16069}, {19417, 19421, 19423, 19427, 19429}, {43777, 43781, 43783, 43787, 43789}, {79687, 79691, 79693, 79697, 79699}, {88807, 88811, 88813, 88817, 88819}... (A022007).
Contiene dos pares cercanos de primos gemelos, un cuatriplete primo y tres tripletes primos superpuestos.
No se sabe si hay infinitos quintillizos primos. Una vez más, probar la conjetura de los primos gemelos no necesariamente prueba que también haya infinitos quintillizos primos. Además, demostrar que hay infinitos cuatrillizos primos no necesariamente prueba que hay infinitos quintillizos primos.
El número de Skewes para quintillizos primos {p, p+2, p+6, p+8, p+12} es {\displaystyle 21432401} (Tóth (2019)).

## Sextupletes primos
Si tanto p−4 como p+12 son primos, entonces se convierte en un sextuplete primo. Los primeros son:
{7, 11, 13, 17, 19, 23}, {97, 101, 103, 107, 109, 113}, {16057, 16061, 16063, 16067, 16069, 16073}, {19417, 19421, 19423, 19427, 19429, 19433}, {43777, 43781, 43783, 43787, 43789, 43793} (A022008).
Algunas fuentes también denominan a {5, 7, 11, 13, 17, 19} un sextillizo primo. La definición dada en este artículo, todos los casos de números primos {p-4, p, p+2, p+6, p+8, p+12}, se deriva de definir un sextilllo primo como la constelación admisible más cercana de seis números primos.
Un sextillizo primo contiene dos pares cercanos de primos gemelos, un cuatrillizo primo, cuatro trillizos primos superpuestos y dos quintillizos primos superpuestos.
Todos los sextillizos primos excepto {7, 11, 13, 17, 19, 23} tienen la forma {210n + 97, 210n + 101, 210n + 103, 210n + 107, 210n + 109, 210n + 113} para algún número entero n . Esta estructura es necesaria para asegurar que ninguno de los seis primos sea divisible por 2, 3, 5 o 7.
No se sabe si hay infinitos sextillizos primos. Una vez más, probar la conjetura de los primos gemelos no necesariamente prueba que también hay infinitos sextillizos primos. Además, demostrar que hay infinitos quintillizos primos no necesariamente prueba que haya infinitos sextillizos primos.
En la moneda digital riecoin, uno de los objetivos es encontrar sextillizos primos para grandes números primos p utilizando computación distribuida.
El número de Skewes para el grupo irregular {p, p+4, p+6, p+10, p+12, p+16} es {\displaystyle 251331775687} (Tóth (2019)).

## k-tuplas primas
Los cuatrillizos, quintillizos y sextillizos primos son ejemplos de constelaciones primas, y las constelaciones primas son, a su vez, ejemplos de k-tuplas primas. Una constelación prima es una agrupación de {\displaystyle k} primos, con el primo mínimo {\displaystyle p} y el primo máximo {\displaystyle p+n}, cumpliendo las siguientes dos condiciones:
- No todos los residuos módulo {\displaystyle q} están representados para cualquier primo {\displaystyle q}
- Para cualquier {\displaystyle k} dado, el valor de {\displaystyle n} es el mínimo posible

De manera más general, se produce una k-tupla prima si se cumple la primera condición, pero no necesariamente la segunda.